# 加亞

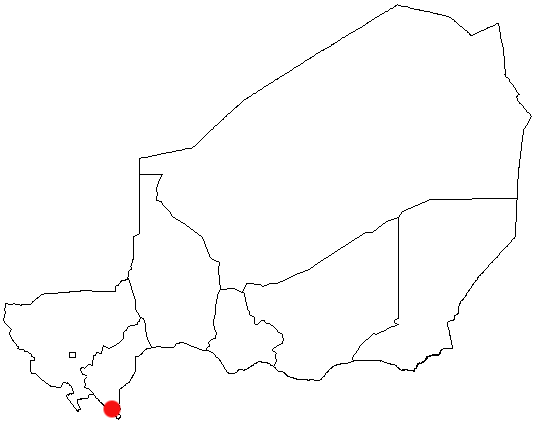

加亞是尼日爾西南部的城市，位於首都尼阿美東南254公里的尼日爾河畔，毗鄰與貝寧和尼日利亞接壤的邊界，每年平均降雨量800毫米，2001年人口28,385。

## 外部連結
- Niger country profile（页面存档备份，存于）
- MSN Map[永久]

11°53′16″N 03°26′48″E / 11.88778°N 3.44667°E